# Municipi de Middelfart
El municipi de Middelfart és un municipi danès que va ser creat l'1 de gener del 2007 com a part de la Reforma Municipal Danesa, integrant els antics municipis d'Ejby, Nørre Aaby i Middelfart. El municipi és situat al nord-oest de l'illa de Fiònia i pertany a la Regió de Syddanmark, abastant una superfície de 299 km². Està separat de la península de Jutlàndia, per l'estret del Petit Belt, que en aquesta zona rep el nom de Snævringen. L'illa de Fænø, situada al sud de la ciutat de Middelfart, a l'entrada del fiord de Gamborg també forma part del municipi. Forma part de la Regió metropolitana de l'est de Jutlàndia.
La ciutat més important i seu administrativa del municipi és Middelfart (27.179 habitants el 2009). Altres poblacions del municipi són:
- Båring
- Brenderup
- Ejby
- Fjelsted
- Føns
- Harndrup
- Kauslunde
- Nørre Aaby
- Røjle
- Strib

## Consell municipal
Resultats de les eleccions del 18 de novembre del 2009:
| Partit                       | vots | % vots |
| ---------------------------- | ---- | ------ |
| Socialdemokratiet            | 7259 | 37,0   |
| Det Radikale Venstre         | 788  | 4,0    |
| Det Konservative Folkeparti  | 1601 | 8,2    |
| Socialistisk Folkeparti      | 2632 | 13,4   |
| Helhedslisten                | 528  | 2,7    |
| Dansk Folkeparti             | 1922 | 9,8    |
| Venstre                      | 4696 | 24,0   |
| Enhedslisten - De Rød-Grønne | 175  | 0,9    |

### Alcaldes
| Alcalde         | Període               | Partit            |
| --------------- | --------------------- | ----------------- |
| Steen Dahlstrøm | 1-1-2007 a 31-12-2009 | Socialdemokratiet |
|                 | 1-1-2010 a 31-12-2013 |                   |